# Hani al-Mulki
Hani Fawzi al-Mulki (arab. هاني الملقي, ur. 15 października 1951 roku w Ammanie) – polityk i dyplomata jordański. Premier Jordanii od 1 czerwca 2016 roku do 5 czerwca 2018.
W latach 2004–2005 był ministrem spraw zagranicznych. W latach 1997–1998 i w roku 2011 był ministrem przemysłu i handlu. W latach 1998–1999 był ministrem wody i irygacji oraz energii i zasobów mineralnych. W latach 2001–2004 i 2008–2011 był ambasadorem w Egipcie.

## Odznaczenia
- Wielka Wstęga Orderu Wschodzącego Słońca (2021)[2]